# Darfur (Minnesota)
Darfur es una ciudad ubicada en el condado de Watonwan en el estado estadounidense de Minnesota. En el Censo de 2010 tenía una población de 108 habitantes y una densidad poblacional de 119,14 personas por km².

## Geografía
Darfur se encuentra ubicada en las coordenadas 44°3′14″N 94°50′9″O / 44.05389, -94.83583. Según la Oficina del Censo de los Estados Unidos, Darfur tiene una superficie total de 0.91 km², de la cual 0.91 km² corresponden a tierra firme y (0%) 0 km² es agua.

## Demografía
Según el censo de 2010, había 108 personas residiendo en Darfur. La densidad de población era de 119,14 hab./km². De los 108 habitantes, Darfur estaba compuesto por el 94.44% blancos, el 0% eran afroamericanos, el 0% eran amerindios, el 0% eran asiáticos, el 0% eran isleños del Pacífico, el 3.7% eran de otras razas y el 1.85% pertenecían a dos o más razas. Del total de la población el 9.26% eran hispanos o latinos de cualquier raza.